# Omnibusová doprava v pražské aglomeraci
Omnibusy, tedy nekolejová potahová vozidla hromadné osobní dopravy tažená koňmi, předchůdci autobusů, byly v Praze poprvé zavedeny v roce 1829, stabilní součástí veřejné městské dopravy v pražské aglomeraci (Karlín a Smíchov tehdy ještě nepatřily k Praze) se však staly až od počátku 60. let 19. století. Největší zisky vykazovaly velké omnibusové společnosti v roce 1873, dva roky před zavedením koněspřežné tramvaje. Postupně byly omnibusy vytlačeny koněspřežnou a elektrickou tramvají, v 80. letech ustoupily a jejich provoz byl v Praze ukončen roku 1904, čtyři roky před prvním pokusem o zavedení autobusové dopravy v Praze, pro kterou se v letech 1908–1909 ještě také používal název omnibus. Historie omnibusové dopravy není zcela zmapovaná, za roky 1829–1904 je v Praze z literatury a dokumentů k roku 2005 doloženo 27 omnibusových linek či jejich skupin a 15 provozovatelů, některé z těchto linek však nebyly zcela pravidelné nebo veřejné.

## Historie omnibusů v pražské aglomeraci
V Praze byl omnibus prvním prostředkem veřejné městské hromadné dopravy (předcházela jej individuální veřejná doprava nosítky, fiakry a drožkami, případně formanskými a do okolí Prahy i poštovními vozy). Konstrukce prvních omnibusů vycházela z konstrukce poštovních vozů. Do pražských omnibusů se nastupovalo po zadních schůdkách, kde stál průvodčí. Kola měla železné obruče bez pneumatik.
V letech 1829–1830 (od října 1829) jezdil jako první omnibus Jakuba Chocenského ze Staroměstského náměstí přes Karlův most k Zemskému domu do Sněmovní ulice na Malé Straně, v půlhodinovém intervalu. Druhá linka vedla od Hlavní celnice k poště na Malé Straně, avšak není doloženo, že na ní byl provoz skutečně zahájen. Pro malý zájem byl provoz brzy zrušen. Po zrušení linek Chocenský provozoval nepravidelné jízdy, zřejmě například ke Stavovskému divadlu.
Prokop Wurm, zeť Jakuba Chocenského, provozoval někdy od přelomu let 1842–1843 omnibus z Malé Strany k Stögrovu divadlu v Růžové ulici, také vydržel jen do příštího roku (1843), některé zdroje uvádějí provoz až do roku 1846.
V roce 1845, kdy byla do Prahy přivedena železnice, začaly jezdit hotelové omnibusy, rozvážející cestující od vlaků na státním nádraží (dnešním Masarykově) do hotelů a naopak. Omnibusové spojení existovalo později i od Západního nádraží, od nádraží Bruska (dnes Praha-Dejvice, tehdy koncové nádraží lánské koněspřežky) a zřejmě i od dalších nádraží.
V roce 1860 začala být provozována omnibusová doprava v relaci, v níž o 15 let později vznikla první trať koňské tramvaje, tedy z Karlína na Malou Stranu. První provozovatel, v dokumentech jmenovaný jako „jistý karlínský podnikatel“, ji provozoval přibližně do roku 1864. Souběžně je od roku 1862 doloženo omnibusové spojení od Karlínského náměstí k novému Západnímu nádraží na Smíchově, které zavedl podnikatel J. Ballaben, a v dalších letech jsou v podobných trasách zmínky i o konkurenčních linkách dalších provozovatelů.
Roku 1870 vznikl dopravní podnik Karlínské podniknutí omnibusův (majitelé Donát, Rademacher a spol.). Provozoval až do roku 1879 dopravu na dvou linkách, z Karlína na Malou Stranu a z Karlína ke smíchovskému nádraží, nejprve s 8 vozy, později s 20. Na stejných dvou trasách působila v letech 1872–1883 konkurenční První pražská společnost pro omnibusy, nejprve s 6 vozy, později s 19. V Praze se objevil i patrový omnibus, s otevřeným horním patrem.
Dále jsou doloženy další, zřejmě vesměs méně významné nebo krátkodoběji fungující linky například v trasách:
- Václavské náměstí – Žižkov
- Karlín – Karlovo náměstí
- Nové Město – Holešovice
- Václavské náměstí – Severozápadní nádraží (Těšnov)
- Karlín – Libeň
- Braník, přístaviště parníků – Krč, restaurace Rozkoš
- Můstek – Josefské náměstí – Výstaviště (v roce 1891 při Jubilejní všeobecné výstavě)
- spojení dvou větví přerušené linky koňky přes řetězový most Františka I. (podzim 1876 až jaro 1877, provozovatel Pražská tramway)
- Křižovnické náměstí – Malostranské náměstí (1. února 1891 až listopad 1892, provozovatel Pražská tramway, náhradní doprava za přerušenou koňku po dřevěném mostním provizoriu nahrazujícím Karlův most, poničený povodní)
- Demínka – Vršovice, Máchova ulice (od konce roku 1892 do roku 1893, provozovatel Pražská tramway)
- Smíchov, U zlatého anděla – Košíře, Klamovka, restaurace (1895–1897, provozovatel Matěj Hlaváček, dokud v této trase nepostavil elektrickou dráhu)

Od roku 1875 do 80. let 19. století byly omnibusy v Praze postupně vytlačovány koněspřežnou tramvají a pak využívány již jen ojediněle. Zcela ukončen byl provoz posledních koňských omnibusů (hotelových) v Praze zřejmě v roce 1904.
Nápisem Omnibusy král. hlav. města Prahy byly označeny i první čtyři motorové autobusy na malostranské lince provozované v letech 1908–1909. Při dalším zavedení se již používal termín autobus.